# Wiktor Genew
Wiktor Genew (bulgarisch Виктор Генев; * 27. Oktober 1988 in Sofia) ist ein bulgarischer Fußballspieler, der seine Karriere bei Lewski Sofia begann. Seine Position ist die Innenverteidigung.

## Karriere
Genew spielte in seiner Jugend für Lewski Sofia. Am 19. März 2008 gab Genew im A-Grupaspiel gegen Lokomotive Plowdiw sein offizielles Debüt für Sofia. 2009 konnte er die Meisterschaft und den Supercup gewinnen. 2010 wechselte er Hauptstadtrivalen Slawia Sofia.
Nach zwei Ausleihen – nach Russland zu Krylja Sowetow Samara und in die Ukraine zu PFK Oleksandrija – spielte er in der Saison 2014 2014 beim kasachischen Verein Spartak Semei. Nach dem Abstieg endete sein Vertrag. Im Februar 2015 nahm ihn der abstiegsbedrohte schottische Erstligist FC St. Mirren unter Vertrag. Er konnte den Abstieg nicht verhindern. Im September 2015 verpflichtete ihn Petrolul Ploiești. Hier war er Stammspieler, verließ den Klub aber Anfang 2016 wieder zum FK Dinamo Minsk nach Weißrussland. Dort konnte er sich nicht durchsetzen und kam nur zweimal zum Einsatz. Mitte 2016 schloss er sich abermals Lewski Sofia an. Er stand in der Saison 2016/17 nur zweimal in der Startaufstellung. Anfang 2017 heuerte er bei Ligakonkurrent Botew Plowdiw an.
Im August 2017 wechselte Genew zum MS Aschdod nach Israel. Im Jahr darauf ging es zurück nach Bulgarien, wo er anschließend für verschiedene Erstligavereine auflief.

## Erfolge
- Bulgarischer Meister: 2009
- Bulgarischer Supercupsieger: 2009